# Fruška Gora
La muntanya de Fruška Gora (en serbocroat: Фрушка гора, Fruška Gora; en hongarès: Tarcal) es troba al nord de Sirmia, a la Voivodina sèrbia, coneguda com la Joia de Sèrbia pels seus bells paisatges i natura, declarats Parc Natural des del 1960. Una part més petita de la muntanya, a l'oest, es troba a Croàcia. La muntanya s'estén d'est a oest per la vora del Danubi amb el qual limita al nord. El seu cim és Crveni Čot, a 539 metres d'altitud. El nom de la muntanya es deriva del nom serbi per a anomenar els francs: Fruzi (sing. Frug; adj. Fruški). La traducció completa de Fruška Gora seria la muntanya dels francs, ja que va ser la frontera natural durant les campanyes dels francs. Durant l'Imperi Romà, el seu nom era Alma Mons (mont Fèrtil).

## Monestirs

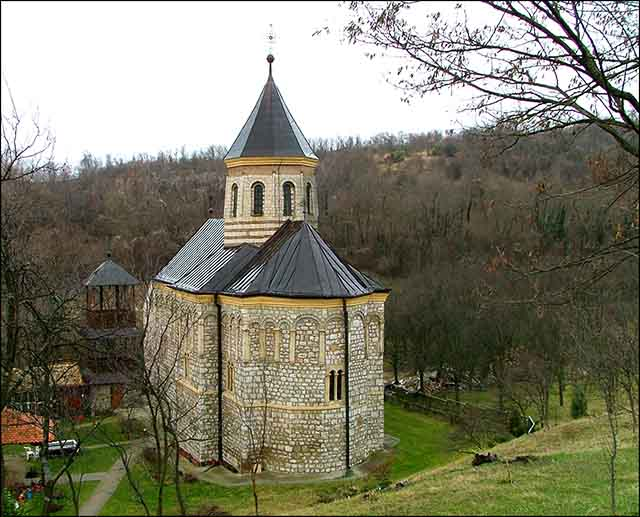
El monestir de Mala Remeta, a Fruška Gora

Fruška Gora acull setze monestirs ortodoxos serbis. Hi ha constància documental de l'existència d'aquestes comunitats monàstiques des de les primeres dècades del segle xvi, encara que tradicionalment s'ha situat la fundació dels monestirs entre els segles XII i XV. S'ha considerat que l'establiment dels primers monestirs va ser possible gràcies a l'arribada dels Branković a Sirmia. Els monestirs es concentren en una àrea de 50 quilòmetres de llarg i 10 quilòmetres d'ample. Fundats al llarg de diverses migracions provocades per les invasions otomanes, les comunitats de Fruška Gora van esdevenir vitals per al manteniment de la identitat cultural i l'espiritualitat sèrbies
Els setze monestirs:
- Beocin
- Bešenovo
- Velika Remeta
- Vrdnik-Ravanica
- Grgeteg
- Divša
- Jazak
- Krušedol
- Kuveždin
- Mala Remeta
- Novo Hopovo
- Privina Glava
- Petkovica
- Rakovac
- Staro Hopovo
- Šišatovac

## Enllaços externs

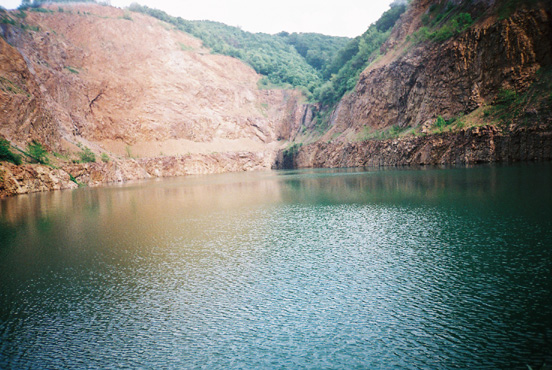
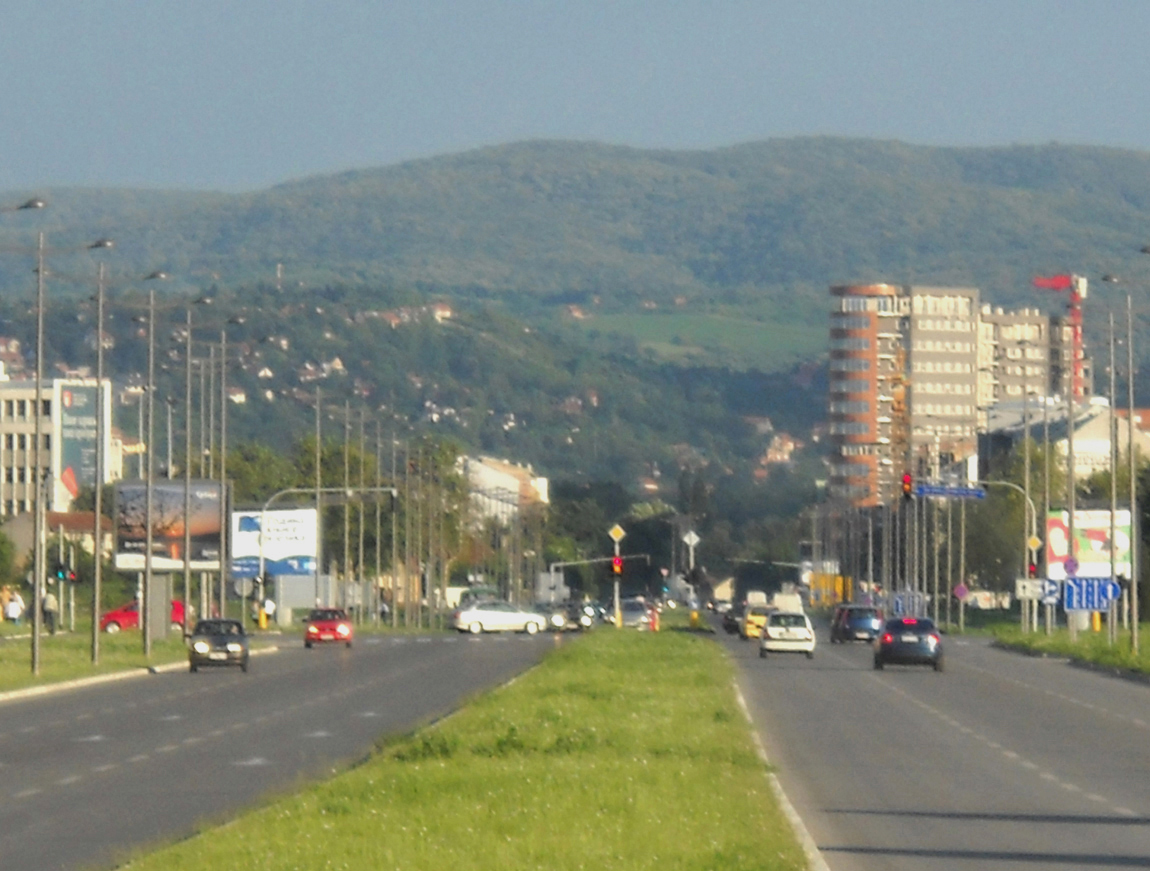
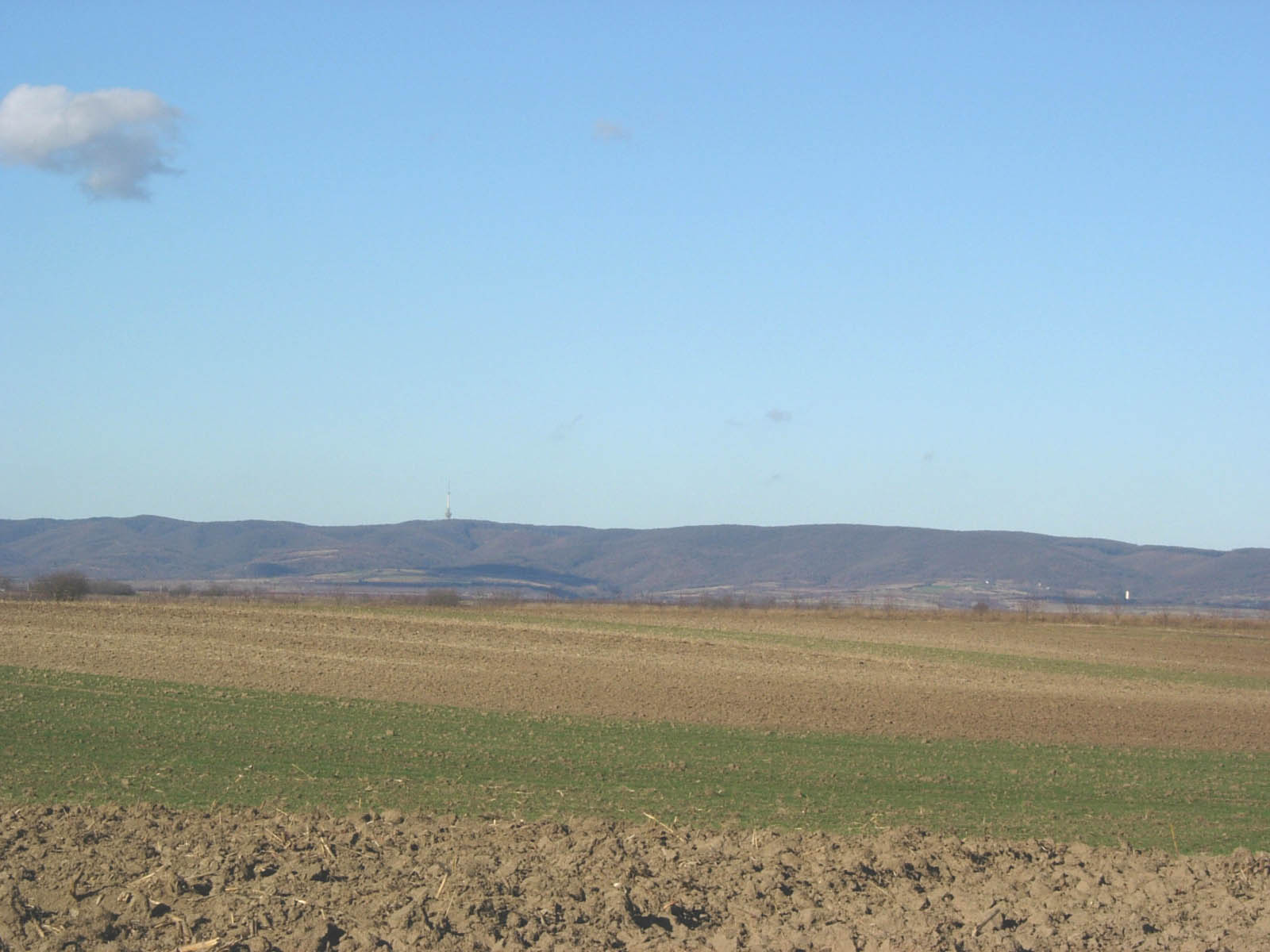